# Литторины (семейство)
Литтори́ны, или литориновые, или береговые ули́тки (лат. Littorinidae) — семейство морских переднежаберных моллюсков. Свыше 200 видов.

## Описание
Семейство отличается более или менее овальной раковиной с цельнокрайным, круглым или овальным, отверстием, роговой крышечкой с немногими оборотами и лежащим сбоку центром, вокруг которого расположены эти обороты, умеренно развитой передней частью (мордой), глазами, лежащими у основания щупалец, толстой ногой и очень маленькой выемкой края мантии; сюда относится более 400 ныне живущих и около 150 ископаемых видов; живут по большей части по морским берегам, некоторые в солоноватой и пресной воде.

## Классификация
- Algamorda
- Aquilonaria
- Cenchritis
- Echininus
- Haloconcha
- Lacuna
- Littoraria
- Littorina
- Nodilittorina
- Tectarius
- Tectininus